# Paul Friedrich von Lang
Paul Friedrich Lang, ab 1873 von Lang, (* 15. Februar 1815 in Flözlingen; † 20. Juni 1893 in Ludwigsburg) war ein deutscher Generalsuperintendent von Ulm und Ludwigsburg.
Nach dem Landexamen besuchte er das Evangelisch-Theologische Seminar in Schöntal. Anschließend studierte er Theologie in Tübingen und wurde 1836 Vikar in Trossingen. Nach einer wissenschaftlichen Reise, war er ab 1838 Repetent am Evangelisch-Theologischen Semiar Urach, ab 1840 am Tübinger Stift. 1844 wurde er kurzzeitig Stadtvikar in Stuttgart. Es folgten Stellungen als Diakon in Sulz am Neckar und Göppingen.
1857 wurde er Dekan von Sulz, 1864 von Heilbronn. 1869 wurde er dort Mitglied des Ehegerichts am Kreisgerichtshof. 1870 wurde er zum Prälaten und Generalsuperintendenten von Ulm ernannt, 1883 als Nachfolger von Albert von Hauber zum Generalsuperintendent von Ludwigsburg. Von 1870 bis 1882 saß er als Generalsuperintendent von Ulm in der Zweiten Kammer der Württembergischen Landstände und von 1883 bis zu seinem Eintritt in den Ruhestand 1890 für die Generalsuperintendenz Ludwigsburg.

## Ehrungen
- 1873 Ehrenritterkreuz (verbunden mit der Nobilitierung), 1887 Kommenturkreuz des Ordens der Württembergischen Krone
- 1877 Kriegsdenkmünze für Nichtkombattanten
- 1877 Kommenturkreuz II. Klasse des Friedrichsordens